# Дед Мороз — отморозок
«Дед Мороз — отморозок» (фр. Le père Noёl est une ordure) — французский фильм 1982 года, комедия-гротеск. Поставлен по пьесе-миниатюре театра «Le Splendid».

## Сюжет
Париж, канун Рождества. В сочельник в офисе службы психологической помощи «Телефон доверия», расположенной в жилом доме, остаются двое: Пьер (Тьерри Лермитт)— сотрудник службы и педант, Тереза (Анемон) — сотрудница службы, типичная «серая мышка», тайно влюбленная в Пьера. Мари-Анж Мюскан (Жозиан Баласко) — начальница службы, серьёзная и «правильная во всех отношениях» дама, застряла в лифте по дороге из офиса и тщетно пытается вызвать помощь. В офис должна прийти Жозетт (Мари-Анн Шазель) — беременная подопечная Терезы, которая спасается от гнева своего сожителя Феликса (Жерар Жюньо). Феликс — классический клошар, перебивающийся мелкими случайными заработками и мелким же воровством (в частности, рекламирует стрип-клуб в костюме Деда Мороза). Пьер из жалости позволил одному из клиентов службы, трансвеститу «Катье» (Кристиан Клавье), прийти, вопреки правилам службы, в офис лично, — предполагая успокоить его несколькоминутной беседой. Периодически в офисе появляются соседи снизу, в частности, господин Прескович (Брюно Муано) — эмигрант из страны «победившего социализма» (скорее всего, Болгарии), готовящий оригинальные блюда с неудобоваримым запахом и вкусом — дубицшу и клуг, удивительно твёрдый, тяжёлый и зловонный. Обстановку накаляют постоянные звонки неадекватного клиента (Мишель Блан), пытающегося вынудить сотрудниц «Телефона доверия» имитировать по телефону сексуальный акт. Наконец за рождественским столом в офисе собираются: Пьер, Тереза, Жозетт, «Катья» и застенчивый Прескович со своим «клугом». Внезапно врывается Феликс, требуя от Жозетт вернуться домой, скандалит, открывает стрельбу. Жертвами становятся «Катья» и электромонтер, приехавший чинить лифт (уже работающий). От вида раненых и убитых у Терезы начинается тихий истерический припадок, сопровождающийся ознобом и потерей контроля над своим поведением — и в результате она перестаёт скрывать свою тайную симпатию к Пьеру и ведёт себя неожиданно раскрепощённо. Со своей стороны, Феликс и Жозетт столь же легко и непринуждённо обсуждают способы избавиться от оставшегося мёртвого тела; «умный» Феликс, к восхищению Жозетт, придумывает одно за другим «остроумные решения»: расчленить труп и выбросить в Сену; как вариант, скормить зверям в зоопарке и т. д. В финале все вместе, предводительствуемые Феликсом, пытаются — отчасти успешно — осуществить его «умные замыслы». Наконец, Тереза и Пьер пытаются уехать утренним автобусом, а неизбежное раскрытие неуклюжих попыток скрыть происшедшее остаётся за пределами сюжета.

## В ролях
- Тьерри Лермитт — Пьер, сотрудник службы «Телефон доверия»
- Анемон — Тереза, сотрудница службы «Телефон доверия»
- Жозиан Баласко — Мари-Анж Мюскан, начальник службы «Телефон доверия»
- Мари-Анн Шазель — Жозетт (Шушу)
- Жерар Жюньо — Феликс, сожитель Жозетт, «Дед Мороз — отморозок»
- Кристиан Клавье — трансвестит Катя
- Жак Франсуа — аптекарь
- Брюно Муано — месье Зладко Прескович
- Мишель Блан — голос сексуально озабоченного по телефону

Фильм поставлен по пьесе театра «Le Splendid», звёздами которого был тот же актёрский состав, что и в самом фильме.
В 1994 году снят американский ремейк фильма под названием «Рождество психов».